# Glostorps församling
Glostorps församling var en församling i Lunds stift och i Malmö kommun. Församlingen uppgick 1983 i Oxie församling.

## Administrativ historik
Församlingen har medeltida ursprung. Tidigt införlivades Bastorps församling.
Församlingen utgjorde tidigt ett eget pastorat och var därefter från omkring 1560 till 1 maj 1924 annexförsamling i pastoratet (Västra) Kärrstorp och Glostorp. Från 1 maj 1924 till 10 mars 1977 var församlingen annexförsamling i pastoratet Bunkeflo och Glostorp som från 1939 även omfattade Lockarps församling och från 1962 Oxie församling. Från 10 mars 1977 till 1983 var den annexförsamling i pastoratet Oxie, Bunkeflo, Glostorp och Lockarp. Församlingen uppgick 1983 i Oxie församling.

## Kyrkor
- Glostorps kyrka